# Niederdruck-Sandgießen
Das Niederdruck-Sandgießen gehört zu den Gießverfahren und ist eine Weiterentwicklung des Sandgießens. Damit sind neue Anwendungsfelder erschlossen worden.
Als besonders vorteilhaft hat es sich im Fahrzeugbau erwiesen, wo möglichst leichte und hoch beanspruchbare Bauteile gefragt sind, für die Aluminium mit seinen Legierungen sehr gute Voraussetzungen hat.
Hoch beanspruchbare Guss- oder Schmiedeteile aus Aluminium sind zwar teurer als entsprechende Bauteile aus Eisenguss oder Stahl, aber immer mehr Automobilhersteller sind bereit, die Mehrkosten dafür in Kauf zu nehmen. Denn häufig lassen sich mit Aluminium ein Teil des durch Sicherheits- und Komfortausstattungen bedingten höheren Fahrzeuggewichts kompensieren sowie die ungefederten Massen verringern.
Das Niederdruck-Sandgießen ist eine Kombination aus dem Aluminium-Sandgießen und dem Niederdruck-Kokillengießen. Seine Besonderheit liegt im turbulenzarmen, laminaren Füllen der Form durch die von unten aufsteigende Schmelze. Eine sehr gute Formfüllung und bessere Bauteileigenschaften sind damit verbunden.

## Entwicklung und Anwendungsbereich
Entwickelt wurde das Verfahren von verschiedenen Unternehmen. In Deutschland zum Beispiel von der Honsel AG in Meschede und der KSM Castings GmbH in Hildesheim. In der Schweiz von GF Automotive in Schaffhausen. Das Unternehmen nennt seine Verfahrensvariante LamiCast und produziert damit im bayerischen Garching bei München.
Die Gieß- und Formanlage dort arbeitet mit einem 1320 × 900 × 800 mm großen Formkasten und hat einen variablen Anguss, was eine rasche Anpassung an unterschiedliche Bauteile ermöglicht. Verfahrensanalysen zeigen, dass LamiCast auch eine Alternative zum Druck- und Kokillengießen ist – vor allem bei Aluminium-Bauteilen in kleinen und mittleren Serien.
Praktisch erprobt hat GF Automotive sein Verfahren an Hilfsrahmen der Vorder- oder Hinterachse, die Fahrwerks- und Antriebskomponenten aufnehmen und bislang nicht durch Sandgießen herstellbar waren. Gängige Ausführungsvarianten waren mehrteilige geschweißte Rahmen aus Stahl oder Hybridrahmen aus Innenhochdruck-umgeformten Stahlrohren und gegossenen Verbindungselementen (Gussknoten).
Viele Einzelteile, zahlreiche Fügestellen und Schweißnähte sowie ein relativ hohes Gewicht waren die Folge. Durch Niederdruck-Sandgießen dagegen sind nunmehr einteilige Hilfsrahmen mit kleinen Wanddicken und deutlich niedrigerem Gewicht herstellbar.
Dem Leichtbau-Potenzial von Aluminium erschließen sich damit neue Möglichkeiten, weil die Untergrenze für die Wanddicke nun nicht mehr vom Verfahren, sondern nur noch von der Funktion des Gussteils abhängt. Und während das klassische Sandgießen von großflächigen Aluminiumteilen wie Ölwannen nur eine Wanddicke von fünf Millimetern zulässt, sind es beim Niederdruck-Sandgießen drei Millimeter.
Auf diese Weise lassen sich  halb so schwere Ölwannen wie bisher herstellen. Da die Schmelze unterhalb der Badoberfläche entnommen wird, reduziert sich der Oxidgehalt im Bauteil, was sich vorteilhaft auf die Werkstoffeigenschaften auswirkt.
Dies zeigt sich dies bei einem Fahrwerksteil, das GF Automotive nach drei unterschiedlichen Gießverfahren fertigte. Zugfestigkeit, Streckgrenze und Bruchdehnung des durch Niederdruck-Sandgießen hergestellten Radträgers erreichen die von der Automobilindustrie für Sicherheitsbauteile aus Aluminium erwünschten Werte. Denn diese sicherheitsrelevanten Teile sollen sich bei Überbeanspruchung nur verformen. Sie dürfen dabei zwar anreißen, nicht aber brechen.